# 努根特島

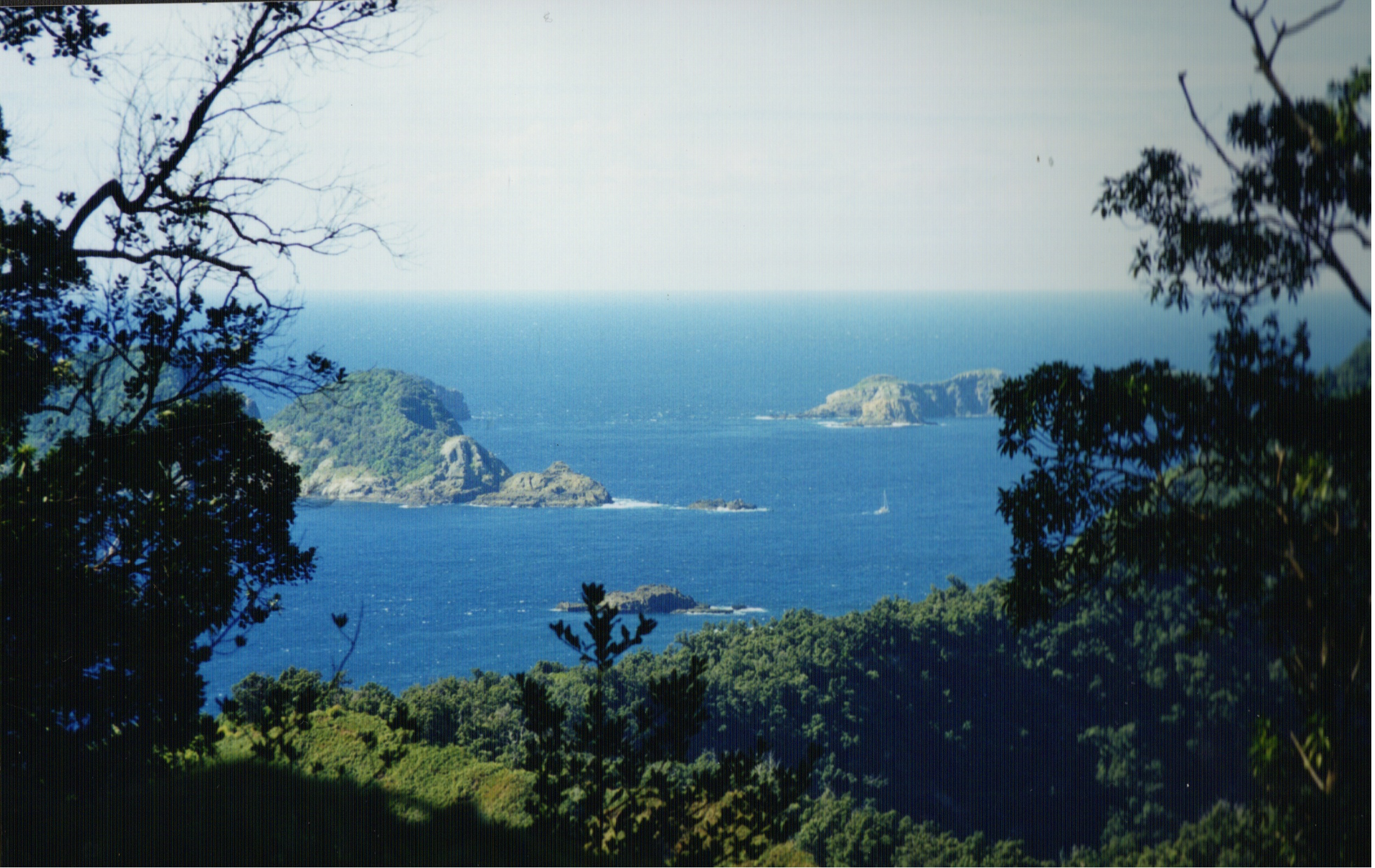

29°13′54″S 177°52′09″W / 29.23167°S 177.86917°W
努根特島（英語：Nugent Island）是新西蘭的島嶼，位於太平洋海域，屬於克馬得群島的一部分，直徑約100米，該島是海鳥的產卵地，被國際鳥盟列為重點鳥區，島上無人居住。